# Ескаланте
Ескала̀нте (от испански на английски: Escalante) е град в окръг Гарфийлд, щата Юта, САЩ. Ескаланте е с население от 818 жители (2000) и обща площ от 7,6 km². Намира се на 1774 m надморска височина. ЗИП кодът му е 84726, а телефонният му код е 435.